# Eiler Jørgensen
Eiler Andreas Christoffer Jørgensen (16. juli 1838 i Roskilde – 17. december 1876 i Oakland, Californien) var en dansk-amerikansk kunstmaler.
Jørgensen var aktiv i San Francisco i 1870'erne og malede i Hawaii i 1875. Undertiden staves hans fornavn Ejler, ligesom efternavnet ofte ses som Jorgensen.

## Ekstern henvisning
- Eiler Jørgensen på Kunstindeks Danmark/Weilbachs Kunstnerleksikon